# Julio Martínez (Fußballspieler, 1982)
Julio César Martínez Bobadilla (* 31. Mai 1982 in Asunción) ist ein ehemaliger paraguayischer Fußballspieler auf der Position eines Stürmers.

## Karriere
Julio Martínez begann seine Karriere 2003 bei Sportivo Trinidense. Im Jahr 2005 wechselte der Stürmer nach Chile zu Deportes Antofagasta. Danach spielte er 2006 wieder in seiner Heimat für 2 de Mayo, bevor er 2007 nochmal ins Ausland zu Deportes Tolima ging. Im Jahr 2008 schloss er sich CA 3 de Febrero an und 2009 spielte er für 12 de Octubre. Von 2010 bis 2011 war er bei General Caballero ZC aktiv. Von 2012 bis 2015 spielte er erneut für 2 de Mayo.